# Banda Neira (île)
Pour l’article homonyme, voir Banda Neira.
Banda Neira est l'une des îles de l'archipel des Banda, en Indonésie. Elle abrite le chef-lieu du district Banda Neira.